# Billy Bones
Billy Bones, o Billy Ossa in alcune traduzioni italiane, è un personaggio immaginario che appare nei primi capitoli del romanzo L'isola del tesoro di Robert Louis Stevenson.
È uno dei pirati del Capitano Flint e possiede una mappa del tesoro sepolto dal defunto comandante, che andrà nelle mani del giovane Jim Hawkins. Presente attivamente solo nella prima parte del romanzo, gli piaceva cantare una ballata pirata e, come altri pirati, era anche un alcolizzato e gli piaceva molto bere rum, ma alla fine muore di ictus.

## Caratterizzazione
All'inizio si presenta solo come "Il Capitano". William "Billy" Bones era il primo ufficiale del Capitano Flint. Dopo la morte di Flint, prese possesso della mappa dell'isola del tesoro, diventando un bersaglio per altri pirati. Il suo libro contabile, letto da Jim Hawkins e dal dottor Livesey, dice che egli è stato un pirata per quasi 20 anni.
Stevenson lo descrive come alto, poderoso, con un codino nei suoi capelli scuri, e una cicatrice su una guancia dovuta ad un colpo di sciabola. Come i suoi compagni di bordo, Bones è un uomo burbero, paranoico e fortemente dipendente dall'alcol. Secondo i ricordi di Silver e di altri pirati, si distingueva per la crudeltà, dicendo che "Billy aveva le mani pesanti ed era pronto a uccidere" e che il detto preferito era "I morti non mordono". Allo stesso tempo, il Capitano è anche una persona carismatica che affascina le persone con le sue storie di spaventose avventure in mare. Hawkins prova anche paura, ma anche una certa pietà per lui. Dall'altra parte, la paura più grande di Bones è Long John Silver.
Tra le altre cose, è noto per aver cantato la canzone Quindici uomini sulla cassa del morto.

## Biografia del personaggio
Billy Bones appare all'inizio della storia, in cerca di una locanda con vista sul mare. Decide di alloggiare alla locanda di Bristol "Ammiraglio Benbow", gestita da Jim Hawkins e i suoi genitori, dove chiede di essere chiamato semplicemente "Capitano" e rimane per molti mesi. Paga Jim quattro penny al mese per vegliare e avvertirlo se vedrà "un uomo di mare con una gamba sola". Durante la sua permanenza, trascorre gran parte delle giornate camminando sulle scogliere vicine e guardando il mare.
Ubriacone abituale, il Capitano spaventa i clienti dell'Ammiraglio Benbow con le sue imprecazioni, i suoi canti e i suoi atti di bullismo, sebbene riesca a farsi notare e guadagnarsi una certa ammirazione da parte della gente del posto. L'inverno successivo al suo arrivo, il Capitano riceve la visita di un suo vecchio compagno di bordo, Cane Nero, con cui avrà una rumorosa discussione e poi un duello con la spada. Il Capitano finisce per scacciare un ferito Cane Nero. Non appena l'ospite indesiderato se n'è andato, il Capitano viene colpito da un ictus. Il dottor Livesey, un medico amico di Hawkins, gli salva la vita e gli ordina di smettere di bere alcolici, ma Bones non ascolta l'avvertimento di Livesey. 
Indebolito dall'ictus e dallo shock della visita di Cane Nero, ammette a Jim di aver navigato insieme al famigerato "Capitano Flint" come suo primo ufficiale. Ciò spiega gran parte delle circostanze misteriose e del suo comportamento inizialmente solitario.
Pochi giorni dopo, Bones riceve la visita di un mendicante cieco noto come "Pew". Pew fa mettere la "macchia nera" (un preavviso di condanna a morte nella tradizione dei pirati) nella mano di un terrorizzato Bones prima di andarsene. Immediatamente, Bones subisce un altro ictus e muore. Inizialmente ignari della morte di Bones, Pew e i suoi complici, tra cui Cane Nero, attaccano la locanda per saccheggiarla ma non riescono a trovare la mappa del tesoro di Flint, poiché ora è in possesso di Hawkins.